# Malbius lucens
Malbius lucens är en mångfotingart som beskrevs av Chamberlin 1943. Malbius lucens ingår i släktet Malbius och familjen stenkrypare. Inga underarter finns listade i Catalogue of Life.